# Methodenkompetenz
Methodenkompetenz umfasst die Fähigkeiten und Fertigkeiten, die erforderlich sind, um Informationen einzuholen, insbesondere Fachwissen zu beschaffen, und zu verwerten sowie allgemein um Probleme zielorientiert, vor allem durch Treffen von Entscheidungen und Setzen von Prioritäten, zu lösen. Sie ist für den Aufbau und die erfolgreiche Anwendung von Fachkompetenz erforderlich. Es handelt sich somit um eine Kompetenz, die Kompetenzen erschließt – eine Schlüsselqualifikation bzw. -kompetenz. Im Einzelnen versteht man darunter z. B.:
- die Fertigkeit, Informationen zu beschaffen, zu strukturieren, zu bearbeiten, aufzubewahren, wiederzuverwenden und darzustellen;
- die Fertigkeit, Ergebnisse von Verarbeitungsprozessen richtig zu interpretieren und in geeigneter Form zu präsentieren;
- die Fertigkeit zur Anwendung von Problemlösungstechniken;
- die Fertigkeit zur Gestaltung von Problemlösungsprozessen, z. B. im Projektmanagement.

Methodenkompetenz wird von dem Arbeitskreis Deutscher Qualifikationsrahmen nicht mehr als eigener Kompetenzbereich, sondern als Querschnittskompetenz und damit Bestandteil der anderen Kompetenzbereiche (Fachkompetenz und ) verstanden, so wird es im DQR 2011 dargelegt. Sie wird als „immanenter Bestandteil von Fachkompetenz, Selbstkompetenz und sozialer Kompetenz (personale Kompetenz) angesehen.“

## Kritik
Gegen die starke Betonung der Methodenkompetenz in der Bildungsplanung der letzten Jahre wird angeführt, sie führe zur Vernachlässigung der Vermittlung von Fachinhalten im Unterricht; fachliches Wissen verliere seinen Wert „an sich“. Dagegen setzt sich die Haltung durch, Methodik (Pädagogik) und fachliche Inhalte integriert zu behandeln. Eine konsequente Umsetzung dieses Konzepts hat die Realschule Enger mit ihren 2001 veröffentlichten Unterrichtsmaterialien vorgestellt.

## Methodenkompetenz der Lehrer als Teil der Didaktik
In der Didaktik bezeichnet Methodenkompetenz die Fertigkeit des Lehrers, bei der Planung und Organisation eines Lernprozesses diejenigen Lehrmethoden auszuwählen und anzuwenden, die jeweils die optimalen Bedingungen für die Begegnung des Lernenden mit dem Unterrichtsgegenstand herstellen. In diesem Sinne ist Methodenkompetenz eng verbunden mit den zu vermittelnden Inhalten; denn sie besteht gerade darin, die dem jeweiligen Gegenstand angemessene Methode zu wählen und anzuwenden. In der betrieblichen Berufsausbildung geht man üblicherweise mit der Vier-Stufen-Methode vor.